# Marco Rudolph
Marco Rudolph  (Zittau, 1970. május 22. –) amatőr világbajnok és olimpiai ezüstérmes német ökölvívó. Kétszer nyerte meg Kelet-Németország bajnokságát ( 1987, 1989 ) pehelysúlyban és az újraegyesítés után még háromszor a német bajnoki címet ( 1991, 1992, 1994 ) könnyűsúlyban.

## Amatőr eredményei
- 1989-ben  ezüstérmes az Európa-bajnokságon pehelysúlyban.
- 1991-ben  bronzérmes az Európa-bajnokságon könnyűsúlyban.
- 1991-ben világbajnok könnyűsúlyban.
- 1992-ben ezüstérmes az olimpián könnyűsúlyban. A döntőben az amerikai Oscar De La Hoyától szenvedett vereséget.
- 1995-ben bronzérmes a világbajnokságon könnyűsúlyban.

## Profi karrierje
1995-ben kezdte profi pályafutását, kiemelkedő eredményeket nem ért el. 1998. március 14-én mérkőzött a WBO könnyűsúlyú világbajnoki címért az általa az amatőr vb. döntőben legyőzött üzbég Artur Grigorian ellen, de alulmaradt és azóta nem lépett ringbe.
14 mérkőzéséből 13-at nyert meg és egyet vesztett el.